# الغزيلة (حمص)
الغزيلة قرية في ناحية خربة تين نور التابعة لمنطقة حمص في محافظة حمص في سورية.